# Barbara Honigmann
Barbara Honigmann (Berlín Est, 12 de febrer de 1949) és una pintora i escriptora alemanya.

## Biografia
És filla d'emigrants jueus alemanys que van retornar a Berlín Oriental el 1947 després d'un període d'exili a la Gran Bretanya. La seva mare, Litzi Friedman, va ser la primera esposa de Kim Philby i el seu pare, Georg Honigmann, era editor cap del Berliner Zeitung. De 1967 a 1972 va estudiar art dramàtic a la Universitat Humboldt de Berlín. Els següents anys va treballar com a dramaturga i directora a Brandenburg i Berlín i ha treballat com a escriptora autònoma des de 1975. L'any 1984 va abandonar la RDA i viu amb la seva família a Estrasburg.

## Premis
- 1986 - Premi Aspekte
- 1992 - Premi Stefan Andres
- 1994 - Premi Nicolas Born
- 1996 - Honor de la Fundació alemanya Schiller (Ehrengabe der Deutschen Schillerstiftung)
- 2000 - Premi Kleist
- 2001 - Premi Jeanette Schocken
- 2004 - Premi Solothurner

## Obres
- Das singende, springende Löweneckerchen, Berlín 1979
- Der Schneider von Ulm, Berlín 1981
- Don Juan, Berlín 1981
- Roman von einem Kinde, Darmstadt [u.a.] 1986 ISBN 3-423-12893-3
- Eine Liebe aus nichts, Reinbek: Rowohlt 1991 ISBN 3-499-13245-1
- Soharas Reise, Berlin 1996 ISBN 3-499-22495-X
- Am Sonntag spielt der Rabbi Fußball, Heidelberg: Wunderhorn 1998 ISBN 3-88423-134-0
- Damals, dann und danach, Múnich: Hanser 1999 ISBN 3-446-19668-4
- Alles, alles Liebe!, Múnich: dtv 2000 ISBN 3-423-13135-7
- Ein Kapitel aus meinem Leben, Múnich: Hanser 2004 ISBN 3-446-20531-4
- Das Gesicht wiederfinden. Über Schreiben, Schriftsteller und Judentum, Múnic: Hanser 2006 ISBN 3-446-20681-7 & ISBN 978-3-446-20681-6
- Blick übers Tal. Zu Fotos von Arnold Zwahlen Basel/Weil am Rhein: Engeler 2007, ISBN 978-3-938767-38-2
- Das überirdische Licht: Rückkehr nach New York, Múnich: Hanser 2008 ISBN 3446230858 & ISBN 978-3446230859